# Zone de protection paysagère du Sárrét
La Zone de protection paysagère du Sárrét (hongrois : Sárréti Tájvédelmi Körzet, prononcé [ˈʃaːɾɾeːti ˈtaːjveːdɛlmi ˈkøɾzɛt]) est une aire protégée située dans le comitat de Fejér, à l'ouest de Székesfehérvár dans le massif du Sárrét, et dont le périmètre est géré par le Parc national Duna-Ipoly.